# Т
Т je cirilska črka, ki se je razvila iz grške črke Τ. Izgovarja se kot t in se tako tudi prečrkuje v latinico.
Tradicionalno ime te črke je tvrdo (твердо, тврьдо), v novejšem času pa se bolj uporablja kratko ime te.
| tiskano | pisano |
| ------- | ------ |
| Т т     | Т т    |

Opomba: V rokopisu in v kurzivi večina narodov piše malo črko kot т (to obliko črke vsebuje tudi večina sodobnih računalniških fontov), v srbščini in makedonščini pa je bolj v navadi oblika .